# Valentino Pugliese
Valentino Pugliese (Zürich, 18 juli 1997) is een Zwitsers-Italiaans voetballer die als middenvelder voor FC Dordrecht speelt.

## Carrière
Valentino Pugliese speelde in de jeugd van FC Basel en FC Zürich, waar hij ook in het tweede elftal speelde. In 2016 vertrok hij naar FC St. Gallen, waar hij ook in het tweede elftal speelde. St. Gallen verhuurde hem in het seizoen 2017/18 aan FC Wil, waar hij één wedstrijd op het tweede niveau van Zwitserland speelde, een korte invalbeurt tegen FC Winterthur. Halverwege het seizoen werd de huurperiode afgebroken en keerde hij terug naar St. Gallen. Hierna speelde hij in de Challenge League voor FC Schaffhausen en FC Chiasso. Na een half jaar bij Chiasso besloten speler en club in goed overleg uit elkaar te gaan. Enkele maanden later sloot hij bij het Bulgaarse Lokomotiv Plovdiv aan, waar hij zijn eerste minuten op het hoogste niveau maakte. In de winterstop van het seizoen 2020/21 vertrok hij transfervrij naar FC Dordrecht.

### Statistieken
| Seizoen                        | Club              | Land           | Competitie            | Competitie | Competitie | Beker | Beker | Totaal | Totaal |
| Seizoen                        | Club              | Land           | Competitie            | Wed.       | Dlp.       | Wed.  | Dlp.  | Wed.   | Dlp.   |
| ------------------------------ | ----------------- | -------------- | --------------------- | ---------- | ---------- | ----- | ----- | ------ | ------ |
| 2015/16                        | FC Zürich –21     | Zwitserland    | Promotion League      | 8          | 2          | –     | –     | 8      | 2      |
| 2016/17                        | FC St. Gallen –21 | Zwitserland    | 1. Liga groep 3       | 20         | 2          | –     | –     | 20     | 2      |
| 2017/18                        | → FC Wil          | Zwitserland    | Challenge League      | 1          | 0          | 0     | 0     | 1      | 0      |
| 2017/18                        | → FC Wil II       | Zwitserland    | 2. Liga Interregional | 4          | 1          | –     | –     | 4      | 1      |
| 2017/18                        | FC St. Gallen –21 | Zwitserland    | 1. Liga groep 3       | 10         | 0          | –     | –     | 10     | 0      |
| 2018/19                        | FC Schaffhausen   | Zwitserland    | Challenge League      | 30         | 4          | 2     | 0     | 32     | 4      |
| 2019/20                        | FC Chiasso        | Zwitserland    | Challenge League      | 9          | 0          | 0     | 0     | 9      | 0      |
| 2019/20                        | Lokomotiv Plovdiv | Bulgarije      | Parva Liga            | 4          | 0          | 0     | 0     | 4      | 0      |
| 2020/21                        | Lokomotiv Plovdiv | Bulgarije      | Parva Liga            | 3          | 0          | 1     | 0     | 4      | 0      |
| 2020/21                        | FC Dordrecht      | Nederland      | Eerste divisie        | 0          | 0          | 0     | 0     | 0      | 0      |
| Carrièretotaal                 | Carrièretotaal    | Carrièretotaal | Carrièretotaal        | 89         | 9          | 3     | 0     | 92     | 9      |
| Bijgewerkt op 28 februari 2021 |                   |                |                       |            |            |       |       |        |        |

1 Berger ·
2 Codutti ·
2 Van de Giessen ·
3 Valk ·
4 Drakpe ·
5 Hilton ·
6 Van Vianen ·
7 Kotzebue ·
8 Parlanti ·
9 Haen ·
10 Schuurman  ·
11 Pynadath ·
12 Tabiri ·
13 Baltussen ·
14 Olde Keizer ·
15 M'Bemba ·
16 Seydoux ·
17 Akmum ·
18 Scholte ·
19 Sanne ·
20 Van der Sluijs ·
21 Sunderland ·
22 Amuzu ·
22 Verdonk ·
23 Afaker ·
24 Igor ·
25 Vugts ·
25 Monkou ·
25 Huitzing ·
26 Van Ramshorst ·
26 Van Gogh ·
27 Ezeb ·
28 Slory ·
29 Kriwak ·
31 Razumejevs ·
63 Biai ·
Coach: Boel
· Assistent-coach: Adjei
· Assistent-coach: Vierklau
· Keeperstrainer: Hoegee